# Стеф'юк Марія Юріївна
Стеф'юк Марія Юріївна (нар. 16 липня 1948, с. Рожнів, Косівський район, Станіславська область) — українська співачка. Народна артистка УРСР (1979). Народна артистка СРСР (1985). Герой України (2008).

## Біографія
Народилася 16 липня 1948 р. у гуцульському с. Рожнів, Станіславської області. Навчалася в Київській консерваторії (1967—1973 рр.) у класі професора Наталії Захарченко.
З 1972 р. — солістка (лірико-колоратурне сопрано) Київського театру опери та балету ім. Т. Г. Шевченка. Дебютувала в партії Марфи в опері М. А. Римського-Корсакова «Царева наречена».
З 2000 р. — викладач Київської консерваторії (на кафедрі сольного співу).
Найкращі оперні партії: Антоніда («Життя за царя» М. Глинки), Маргарита Валуа («Гугеноти» Дж. Меєрбера), Лейла («Шукачі перлин» Ж. Бізе). Інші партії — Розіна («Севільський цирульник» Дж. Россіні), Лючія («Лючія ді Ламмермур» Г. Доніцетті), Мюзетта «Богема» Дж. Пуччіні), Джільда («Ріголетто» Дж. Верді),  Віолетта («Травіата» Дж. Верді), Ерот («Орфей і Еврідіка» К. В. Глюка), Церліна («Дон Жуан» В.А. Моцарта, Манон у однойменній опері Ж. Массне, Марильця («Тарас Бульба» М. Лисенка), нова русалка («На русалчин Великдень» М. Леонтовича), Милуша («Ярослав Мудрий» Г. Майбороди),

У 1981 р. була другою українською співачкою, після Соломії Крушельницької, що виступила на сцені міланського театру «Ла Скала» (Італія). Це була партія Парасі у опері М. Мусоргського «Сорочинський ярмарок». Гастролює у США, Канаді, країнах Західної Європи. Проводить концертну діяльність, записується на радіо та для компакт-дисків, знімається в телефільмах. У репертуарі співачки багато українських народних пісень.
6 жовтня 2009 року виступила у Львівській філармонії разом з капелою бандуристів.
Почути співачку можна на записаних компакт-дисках, платівках. У фільмі-опері «Наталка Полтавка» (1978) теж звучить її голос.

## Нагороди
- Звання Герой України з врученням ордена Держави (3 липня 2008) — за значний особистий внесок у розвиток української культури і мистецтва, вагомі творчі здобутки та з нагоди 140-річчя від дня заснування Національного академічного театру опери та балету України імені Т. Г. Шевченка[1]
- Орден княгині Ольги I ст. (15 липня 2003) — за вагомий особистий внесок у розвиток української культури і мистецтва, багаторічну творчу діяльність та високу виконавську майстерність[2]
- Орден княгині Ольги II ст. (7 вересня 2001) — за вагомий особистий внесок у розвиток українського оперного та балетного мистецтва, високий професіоналізм[3]
- Орден княгині Ольги III ст. (23 липня 1998) — за вагомий особистий внесок у розвиток культури і мистецтва України, високі творчі здобутки[4]
- Народна артистка СРСР (1985)
- Лауреат Державної премії України ім. Т. Г. Шевченка (1988)
- Почесна грамота Кабінету Міністрів України (21 липня 1998)[5]

## Документальний фільм
- «І знову я лечу до сонця» (2012) — український документальний фільм режисера Павла Фаренюка про співачку Марію Стеф'юк.